# Kenny Logan
Kenneth McKerrow Logan (Stirling, 3 de abril de 1972) es un exjugador británico de rugby que se desempeñaba como wing.

## Selección nacional
Debutó en el XV del Cardo por primera vez en junio de 1992 y jugó con ellos hasta su retiro internacional en noviembre de 2003. En total jugó 70 partidos y marcó 220 puntos.

### Participaciones en Copas del Mundo
Logan disputó tres Copas del Mundo; Sudáfrica 1995 donde marcó sus únicos tries en mundiales, Gales 1999 siendo el pateador de Escocia convirtiendo 51 puntos y Australia 2003 donde se retiró de la selección.
| Mundial                       | Sede      | Resultado        | PJ | Tries |
| ----------------------------- | --------- | ---------------- | -- | ----- |
| Copa Mundial de Rugby de 1995 | Sudáfrica | Cuartos de final | 4  | 2     |
| Copa Mundial de Rugby de 1999 | Gales     | Cuartos de final | 4  | 0     |
| Copa Mundial de Rugby de 2003 | Australia | Cuartos de final | 5  | 0     |

## Palmarés
- Campeón del Torneo de las Cinco Naciones de 1999.
- Campeón de la Copa de Campeones de 2003/04.
- Campeón de la Copa Desafío de 2002/03.
- Campeón de la Aviva Premiership de 2002-03 y 2003-04.
- Campeón de la Anglo-Welsh Cup de 1999 y 2000.